# Симон (епископ Владимирский)
Епископ Симон (ум. 22 мая 1226) — святитель, сначала монах Печерского монастыря в Киеве, потом игумен Владимирского Рождественского монастыря, с 1215 года епископ Владимирский. 
Память святителя Симона в Русской церкви совершается (по юлианскому календарю): 10 (23) мая и 28 сентября (11 октября) (Собор преподобных отцов Киево-Печерских Ближних пещер).

## Биография
О его детстве и мирской жизни сведений практически не сохранилось, да и прочие биографические сведения о нём очень скудны и отрывочны.  Симон известен как автор 8 повестей о восьми печерских иноках, писанных к его другу, печерскому иноку Поликарпу. Эти повести помещены в больших выдержках в разных археологических изданиях, а в целом составе — в «Патерике» киевском, без того «послания» к Поликарпу, которое было им предпослано. «Послание» и «повести» замечательны по историческим деталям о жизни преподобных, изображаемых Симоном.
Он написал «Повесть об основании Печерской обители», где содержится рассказ о некоем Шимоне Африкановиче, благотворителе храма обители, который был сначала латинянином (католиком), потом у преподобного Феодосия Печерского научился истинно веровать в Иисуса Христа, обратив за собой в православие до 300 душ ради чудес Феодосия. В «Повести» упоминается о греческих живописцах, работавших в храме, и о «Греческих книгах блюдомых на память». В. Н. Татищев видел список летописи, в которой Симон, пользуясь библиотекой князя Константина Всеволодовича, записал некоторые события 1200—1225 гг., хваля князя за его любовь к просвещению; эта летопись после Татищева не найдена.
Этот Симон, составитель части Печерского патерика, большинством писателей смешивается со святым Симоном, епископом Суздальским и Ростовским, жившим в начале XII века и бывшим третьим или (по другим летописцам) пятым епископом Ростовской области. Тело Симона I в нетлении почивает в киевских пещерах; Симон II погребён во Владимирском Успенском соборе. Архиепископ Сергий (Спасский) в брошюре «Св. Симон, епископ владимирский и суздальский» (Владимир, 1899) устанавливает существование св. Симона I и Симона II и делает предположение, что празднование церковью 10 мая памяти св. Симона установлено в Киеве первоначально в честь Симона первого (суздальского), почивающего в Печерской лавре; впоследствии же (не позднее XVII в.) на основании Печерского патерика или послания Симона II Поликарпу (в патерике) образовалось мнение, что почивающий в Киево-Печерской лавре и есть Симон Владимирский, написавший это послание.
Епископ Симон мирно скончался 22 мая 1226 года; накануне смерти принял схиму. Погребен в Успенском соборе Владимира.
- Юрий II посылает Симона к митрополиту Матфею[3]
- Митрополит Матфей посвящает Симона в епископы Суздальские